# Reuben Sturman
Reuben Sturman (16 d'agost de 1924 - 27 d'octubre de 1997), de vegades conegut com el "Walt Disney del porno", va ser un pornògraf i home de negocis nord-americà d'Ohio, que va cofundar l'empresa de joguines sexuals Doc Johnson. Va ser presentat com a tema al llibre d'Eric Schlosser de 2003 sobre economies subterrànies, Reefer Madness: Sex, Drugs, and Cheap Labor in the American Black Market.

## Vida i carrera
Sturman, el fill dels immigrants jueus russos, va créixer al costat est de Cleveland. Va servir a les Forces Aèries de l'Exèrcit durant la Segona Guerra Mundial i després va estudiar a la Western Reserve University, es va graduar el 1948, abans de començar el seu propi negoci de venda de còmics des del seu cotxe. A finals de la dècada de 1950, el seu negoci s'havia convertit en una important empresa de revistes a l'engròs amb filials a diverses ciutats nord-americanes. Durant la dècada de 1960, Sturman va començar a vendre revistes amb contingut sexual, un producte que va descobrir que podia obtenir beneficis que superaven qualsevol cosa que es pogués aconseguir venent qualsevol tipus de còmic. A finals de la dècada de 1960, Sturman era el major distribuïdor de revistes per adults als EUA.
Els seus primers problemes amb les autoritats van començar el 1964, quan els agents del Federal Bureau of Investigation (FBI) van atacar un magatzem de Cleveland, confiscant còpies d'una revista titulada Sex Life of a Cop. Aquest va ser l'inici de més de dues dècades de dificultats legals. Tot i que les seves operacions van ser asaltades i grans volums de revistes van ser confiscats en nombroses ocasions, Sturman va aconseguir evitar el processament per contra-demandes, pràctiques comercials obscures i utilitzant almenys 20 àlies diferents per protegir la seva identitat. Sturman es va involucrar cada vegada més en activitats semilegals o criminals durant aquest temps, i va tenir connexions amb la família criminal Gambino.
El periodista i escriptor estatunidenc Eric Schlosser va descriure Sturman en un article a U.S. News & World Report el 1997:
| « | Per als seus defensors de la indústria del sexe, Sturman era un geni del màrqueting i un defensor de la llibertat d'expressió, un empresari la duresa, la intel·ligència i la confiança en si mateix sense límits del qual van ser responsables dels seus èxits. Però per als activistes anti-porno i els funcionaris del Departament de Justícia, Sturman era el cap d'una vasta organització criminal les empreses de la qual gaudien d'un avantatge competitiu injust: protecció i suport dels més alts nivells de la Cosa Nostra. | » |

La negativa de Sturman a pagar els impostos correctament finalment el va fer caure. El 1989, Sturman va ser condemnat per evasió fiscal i condemnat a 10 anys de presó i 2,5 milions de dòlars en multes. Un altre càrrec, aquesta vegada pel transport interestatal de material obscè, va donar lloc a un acord per Sturman, però més tard va ser atrapat intentant subornar a un jurat, a través de la seva exdona, i va ser condemnat a 19 anys addicionals per extorsió. Va escapar breument de la presó a Boron, Califòrnia, però va ser detingut de nou a Anaheim. Va morir en una presó federal a Lexington (Kentucky) el 27 d'octubre de 1997.